# 1463
Năm 1463 là một năm trong lịch Julius.